# Сірак'юс (Міссурі)
Сірак'юс (англ. Syracuse) — місто (англ. city) в США, в окрузі Морган штату Міссурі. Населення — 151 особа (2020).

## Географія
Сірак'юс розташований за координатами 38°40′10″ пн. ш. 92°52′35″ зх. д. / 38.66944° пн. ш. 92.87639° зх. д. (38.669568, -92.876329).  За даними Бюро перепису населення США в 2010 році місто мало площу 0,97 км², уся площа — суходіл.

## Демографія
Згідно з переписом 2010 року, у місті мешкали 172 особи в 68 домогосподарствах у складі 45 родин. Густота населення становила 177 осіб/км².  Було 79 помешкань (81/км²).
Расовий склад населення:
| - 98,8 % — білих |

До двох чи більше рас належало 1,2 %. Частка іспаномовних становила 3,5 % від усіх жителів.
За віковим діапазоном населення розподілялося таким чином: 25,0 % — особи молодші 18 років, 59,3 % — особи у віці 18—64 років, 15,7 % — особи у віці 65 років та старші. Медіана віку мешканця становила 37,7 року. На 100 осіб жіночої статі у місті припадало 93,3 чоловіків;  на 100 жінок у віці від 18 років та старших — 95,5 чоловіків також старших 18 років.
Середній дохід на одне домашнє господарство  становив 65 799 доларів США (медіана — 30 417), а середній дохід на одну сім'ю — 95 862 долари (медіана — 41 250). За межею бідності перебувало 21,3 % осіб, у тому числі 2,2 % дітей у віці до 18 років та 27,8 % осіб у віці 65 років та старших.
Цивільне працевлаштоване населення становило 62 особи. Основні галузі зайнятості: освіта, охорона здоров'я та соціальна допомога — 30,6 %, виробництво — 24,2 %, науковці, спеціалісти, менеджери — 9,7 %, мистецтво, розваги та відпочинок — 8,1 %.